# (6201) Ichiroshimizu
(6201) Ichiroshimizu (1993 HY) – planetoida z pasa głównego asteroid okrążająca Słońce w ciągu 4,15 lat w średniej odległości 2,58 j.a. Odkryta 16 kwietnia 1993 roku.